# 鹿苑長春
《鹿苑長春》（英語：The Yearling）是美國作家馬喬利·金蘭·勞玲絲於1938年發表的兒童文學小說，美國與日本分別將之改編為電影及動畫。《鹿苑長春》於1938年連續23週獲得排行榜冠軍。《鹿苑長春》被翻譯成20多種語言。

## 出版歷史
據馬喬利·金蘭·勞玲絲的書中前言表示，這是根據她改編在羅里達州時同住的老夫婦的老人的經歷。

## 劇情簡介
舞台是佛羅里達州的郊外，巴克斯塔一家便住在這陸地上的「孤島」。某日主角喬弟之父被響尾蛇所咬傷，為了解毒而射殺了一頭母鹿；喬弟央求父母讓他飼養殘留下的小鹿，並將之命名為旗兒。旗兒對於沒有同學或朋友的喬弟而言，不僅僅只是個寵物，而是像是同伴與弟弟般的存在。
但是隨著時間流逝，逐漸長大的旗兒漸漸地取回了野性；開始破壞馬鈴薯田，成為了巴克斯塔一家的威脅。
因為不想讓母親殺死旗兒，喬弟親手殺死了旗兒，但是這個抉擇帶來的痛苦與煎熬卻迫使他離家出走。然而在一番經歷之後，喬弟終於明白有時候人必須學著割捨自己心愛的東西而回到了家裡，並且與幼稚的童年告別。

## 外部連結
- University of South Carolina; an exhibition introducing the Robery D. Middendorf Collection（页面存档备份，存于）